# フランシスコ・ヘメス・マルティン
フランシスコ・"パコ"・ヘメス・マルティン（Francisco "Paco" Jémez Martín、1970年4月18日 - ）は、スペイン・ラス・パルマス・デ・グラン・カナリア出身の元サッカー選手、現サッカー指導者。元スペイン代表。現役時代のポジションはディフェンダー。現在はイランのトラークトゥールの監督を務める。
選手時代は長髪をなびかせた屈強なセンターバックだったが、指導者としてはスキンヘッドで攻撃的なパスサッカーを信奉することで知られる。

## 経歴

### 選手時代
父親はフラメンコ歌手である。カナリア諸島のラス・パルマス生まれだが、幼いころに本土のアンダルシア州に引っ越した。1989年にコルドバCFでデビューを果たし、1992年に移籍したラージョ・バジェカーノでプリメーラ・ディビシオン（1部）デビューすると、1992-93シーズンはリーグ戦全38試合に出場。1993年にはデポルティーボ・ラ・コルーニャに移籍し、デポルティーボは1993-94シーズンと1994-95シーズンの2シーズン連続でリーグ戦2位となったが、パコ自身は2シーズン合計で10試合しか出場できなかった。1994-95シーズンにはコパ・デル・レイで優勝し、1995年にはスーペルコパ・デ・エスパーニャで優勝。1998年にはレアル・サラゴサに移籍し、2000-01シーズンには再びコパ・デル・レイで優勝。サラゴサでは6シーズンでリーグ戦168試合に出場した。2004年1月から6月には再びラージョでプレーした。2004-05シーズンはサッカーから離れたが、2005-06シーズンはテルセーラ・ディビシオン（4部相当）のCDルーゴでプレーし、36歳で現役引退した。
1998年9月23日、グラナダで行われたロシア戦でスペイン代表デビュー。2000年にはUEFA EURO 2000に出場し、レギュラーとして3試合に出場したが、スペインは準々決勝で敗退した。2001年4月25日にコルドバで行われた日本との親善試合が代表でのラストゲームとなった。

### 指導者時代
2007年に指導者の道に入り、下部リーグのRSDアルカラ監督に就任。2007年にはセグンダ・ディビシオン（2部）のコルドバCF監督に就任したが、11試合を率いただけで解任された。2009年初頭にはセグンダ・ディビシオンB（3部相当）のFCカルタヘナの監督に就任し、就任初年度の2008-09シーズン終了後にはクラブ史上初のセグンダ・ディビシオン昇格を果たしたが、パコは2009年7月にクラブを離れた。2010年4月12日、セルギイェ・クレシッチ監督の解任に伴い、セグンダ・ディビシオンのUDラス・パルマス監督に就任。成績不振で苦しんでいた故郷のクラブを17位に引き上げて残留を果たした。2010-11シーズンも続けて指揮を執ったが、2011年2月27日に解任された。
2011年夏には再びセグンダ・ディビシオンのコルドバ監督に就任し、前年度は16位だったチームを過去37年間で最高位の5位まで引き上げた。プリメーラ・ディビシオン（1部）昇格プレーオフに出場したが、プレーオフ準決勝でレアル・バリャドリードに敗れた。2012年6月24日、プリメーラ・ディビシオンのラージョ・バジェカーノの監督に1年契約で就任。ラーヨは倒産法の適用下にあり、火中の栗を拾う形となった。前シーズンに主力として活躍したミチュやジエゴ・コスタなどがチームを離れ、就任時には13人の選手しか残っていなかった。
しかしこの就任が転機となり、2012-13シーズンは下位クラブがとりがちなカウンター戦術ではなく、ポゼッションを重視した超攻撃的サッカーを展開、4バックが主流のリーガ・エスパニョーラで時には3バックも用いる異端ぶりでリーグでワースト3位となる66失点を記録するも、50得点を挙げ1部リーグでクラブ史上最高の8位と躍進させる。しかし倒産法の管理下で年間予算が最低ランクのクラブにあって、選手の売却は宿命であり、活躍した選手を引き抜かれる一方、獲得する選手は自由契約の選手ばかりで毎年、大量の選手の入れ替わりが余儀なくされる中でも超攻撃的サッカーの方針に揺るぎはなく、2013-14シーズンはリーグワーストの80失点を喫すも、そのシーズンは12位で余裕の残留を果たすなど指導者としての評価を確立させた。続く2014-15シーズンもリーグワーストタイの68失点（最下位のコルドバCFと同率）を記録しながら前年上回る11位で早々に残留を決めるという結果を残し、次期スペイン代表監督候補にも名前が挙がるほどの評価を得た。2015年5月に契約を2016年6月までに延長、しかし2015-16シーズンは超攻撃的サッカーの代償である守備の問題を改善出来ず、更に主力選手の負傷も重なり、リーグワースト2位の73失点を記録、18位でセグンダ降格が決定した。
降格時にもサポーターから慰留を求める声援が送られるなど一時は続投の意思も示していたが、RCDエスパニョールやバレンシアCFなどの監督就任も報じられ、2016年6月20日、中国資本に買収されたグラナダCFの監督就任が発表された。しかし、開幕6試合で未勝利かつ16失点と、ここ70年間で最悪のスタートとなったことが響き、9月28日に解任された。
2016年11月28日、メキシコ・リーガMXのクルス・アスルの監督に就任。2017年11月27日、クラブとの新契約を拒否し辞任した。
2017年12月21日、シーズン3人目の監督としてラス・パルマスへ復帰。
2019年3月、再びラージョ・バジェカーノの監督に就任。
2021年12月26日、UDイビサの監督に就任。

## 監督成績
2022年5月29日現在
| クラブ                 | 国           | 就任           | 退任           | 記録 | 記録 | 記録 | 記録 | 記録 | 記録 | 記録   | 記録   |
| クラブ                 | 国           | 就任           | 退任           | 試合 | 勝   | 分   | 負   | 得点 | 失点 | 得失点 | 勝率 % |
| ---------------------- | ------------ | -------------- | -------------- | ---- | ---- | ---- | ---- | ---- | ---- | ------ | ------ |
| アルカラ               | スペインの旗 | 2007年3月25日  | 2007年6月28日  | 12   | 5    | 4    | 3    | 21   | 11   | +10    | 041.67 |
| コルドバ               | スペインの旗 | 2007年6月28日  | 2008年3月31日  | 32   | 7    | 15   | 10   | 40   | 46   | −6     | 021.88 |
| カルタヘナ             | スペインの旗 | 2009年2月3日   | 2009年7月1日   | 19   | 9    | 7    | 3    | 33   | 16   | +17    | 047.37 |
| ラス・パルマス         | スペインの旗 | 2010年4月12日  | 2011年2月27日  | 37   | 9    | 13   | 15   | 52   | 69   | −17    | 024.32 |
| コルドバ               | スペインの旗 | 2011年7月1日   | 2012年6月22日  | 50   | 24   | 12   | 14   | 60   | 54   | +6     | 048.00 |
| ラージョ・バジェカーノ | スペインの旗 | 2012年6月22日  | 2016年6月20日  | 164  | 55   | 29   | 80   | 206  | 303  | −97    | 033.54 |
| グラナダ               | スペインの旗 | 2016年6月20日  | 2016年9月28日  | 6    | 0    | 2    | 4    | 7    | 15   | −8     | 000.00 |
| クルス・アスル         | メキシコの旗 | 2016年11月28日 | 2017年11月27日 | 48   | 17   | 18   | 13   | 56   | 52   | +4     | 035.42 |
| ラス・パルマス         | スペインの旗 | 2017年12月21日 | 2018年5月25日  | 23   | 2    | 6    | 15   | 12   | 41   | −29    | 008.70 |
| ラージョ・バジェカーノ | スペインの旗 | 2019年3月20日  | 2020年7月31日  | 56   | 17   | 25   | 14   | 76   | 73   | +3     | 030.36 |
| UDイビサ               | スペインの旗 | 2021年12月26日 | 2022年5月31日  | 21   | 7    | 6    | 8    | 34   | 36   | −2     | 033.33 |
| 合計                   | 合計         | 合計           | 合計           | 468  | 151  | 138  | 179  | 597  | 716  | −119   | 032.26 |

## タイトル

### 選手時代
デポルティーボ
コパ・デル・レイ：1994-95
スーペルコパ・デ・エスパーニャ：1995
サラゴサ
コパ・デル・レイ：2000-01

### 指導者時代
カルタヘナ
- セグンダ・ディビシオンB：2008-09[14]